# ألبرت بيكفورد جونز
ألبرت بيكفورد جونز (بالإنجليزية: Albert Beckford Jones)‏ هو رائد أعمال أمريكي، ولد في 1958 في كولومبوس في الولايات المتحدة.